# Nesnězeno
Nesnězeno je aplikace pro mobilní telefony, která umožňuje zlevněný doprodej balíčků nespotřebovaného jídla, čímž snižuje ztráty zapojených podniků a plýtvání potravinami.
Od prosince 2024 projekt působí po celé České republice. Meziroční nárůst počtu prodaných balíčků se v roce 2024 vyšplhal na 700 tisíc, které by jinak byly zbytečně vyhozeny.

## Historie
Projekt Nesnězeno vznikl jako platforma na záchranu potravin. Byl spuštěn v roce 2018 v Brně jako lokální komunitní iniciativa na sociálních sítích. Zakladateli projektu byli Jakub Henni a Michaela Gregorová.  O rok později, v roce 2019, byla uvedena mobilní aplikace, která umožnila širší veřejnosti snadnější přístup k této službě. V roce 2022 došlo k fúzi s maďarským projektem Munch, který se zaměřoval na podobnou problematiku. Ve stejném roce se od projektu odpojila zakladatelka Gregorová, která svůj podíl odprodala Hennimu. Od svého vzniku uživatelé platformy zachránili celkem 725 tun potravin, které by jinak skončily jako odpad kvůli nadbytečnosti nebo blížící se expiraci.    

## Ocenění
- V soutěži Nastartuje se, kterou pořádá Komerční banka, byli v roce 2019 oceněni zakladatelé a majitelé Nesnězeno Michaela Gregorová a Jakub Henni.[4]
- Zakladatel projektu Nesnězeno, Jakub Henni, získal v roce 2024 místo v prestižním výběru „30 pod 30” magazínu Forbes. Nesnězeno také vyhrálo ekologickou soutěž E.ON Energy Globe a získalo ocenění v kategorii Startup na Czech Social Awards.[5]